# 柄腺狸藻
柄腺狸藻（學名：Utricularia podadena）為狸藻屬似多年生小型陆生食虫植物，为康道尔狸藻组（Utricularia sect. Candollea）下的唯一种。其种加词“podadena”来源于希腊语“pous”和“aden”，意为“脚”和“腺体”，指其具腺体具柄。柄腺狸藻为马拉维和莫桑比克的特有种。1964年，彼得·泰勒最先发表了柄腺狸藻的描述，并于1986年将其归入康道尔狸藻组下。其陆生于沼泽草原中，海拔约1000米。花期为7月。柄腺狸藻是狸藻属中唯一腺体具柄的物种。其与属内其他物种的亲缘关系仍不明。

## 外部連結
维基共享资源上的相關多媒體資源：柄腺狸藻
 維基物種上的相關：柄腺狸藻